# Fontaciera
Fontaciera es una aldea de la parroquia de La Pedrera en el concejo de Gijón del Principado de Asturias, España.
Con una población de 142 habitantes (2009), está situada a una altitud de 50 m y a una distancia de 7,2 kilómetros de la capital del concejo, Gijón.

## Lugares de interés
- La capilla de San Roque en Fontaciera (siglo XVII).
- La Fuente Santa
- La Fuente de Vilorteo
- Fuente Lavadero Xuan de Arrollo.
- Fuente Redonda
- Vilorteo

## Festividades
Se celebra la festividad de San Roque el fin de semana posterior al día de Begoña de Gijón (15 de agosto). Las fiestas duran 3 días, de viernes a domingo. Se trata de una fiesta tradicional asturiana donde se puede disfrutar de bailes tradicionales, degustar platos caseros bañados con sidra, bailar en las tradicionales verbenas y participar de la solemne misa en la capilla de San Roque.